# Institut archéologique allemand d'Athènes
L'Institut archéologique allemand d'Athènes (grec moderne : Γερμανικό Αρχαιολογικό Ινστιτούτο Αθηνών; allemand : Deutsches Archäologisches Institut Athen), est un département diplomatique de l’Institut archéologique allemand, et l'un des 17 instituts archéologiques étrangers en Grèce.

## Histoire
Fondé le 17 mars 1872 par décision du Reichstag, il s'agit du deuxième institut archéologique étranger d'Athènes à l'être après l'école française d’Athènes, établie en 1846. Son inauguration a lieu le 9 décembre 1874, jour de l'anniversaire de Johann Joachim Winckelmann.
Son bâtiment de style néo-classique est construit en 1888 par Heinrich Schliemann selon les plans de Ernst Ziller et de Wilhelm Dörpfeld. Il est acquis aux héritiers de Schliemann en 1899 par le Reichstag.

## Description

### Missions
Le département d’Athènes a pour tâche de soutenir les recherches archéologiques des scientifiques allemands et de mener des recherches sur les études classiques. Il accueille régulièrement des scientifiques allemands et étrangers, notamment des spécialistes de l' Institut allemand d'archéologie. En outre, le département d’Athènes organise régulièrement des conférences scientifiques données par des membres ou des invités de l’Institut et organise des excursions sur des sites archéologiques.

### Ressources

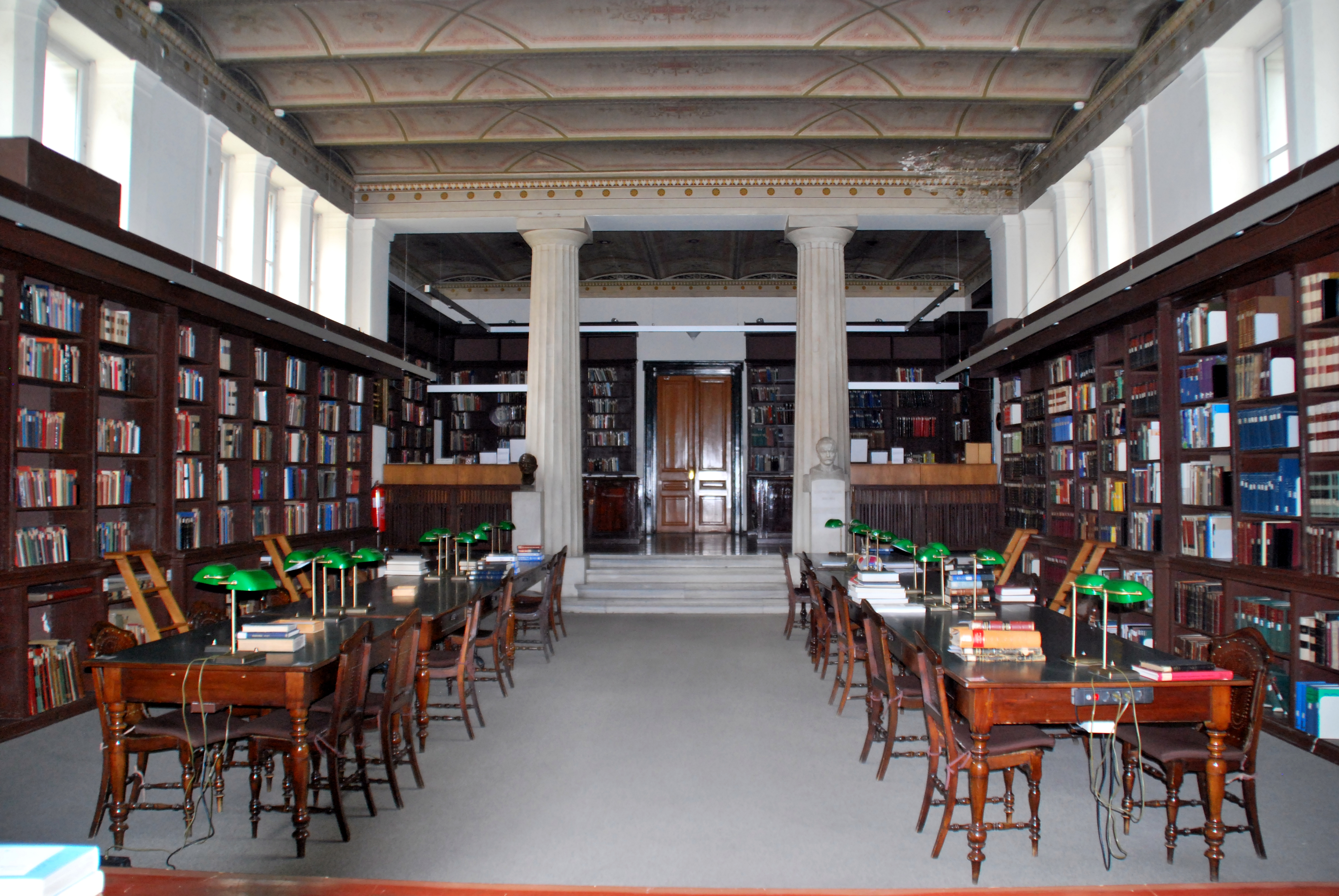
La bibliothèque

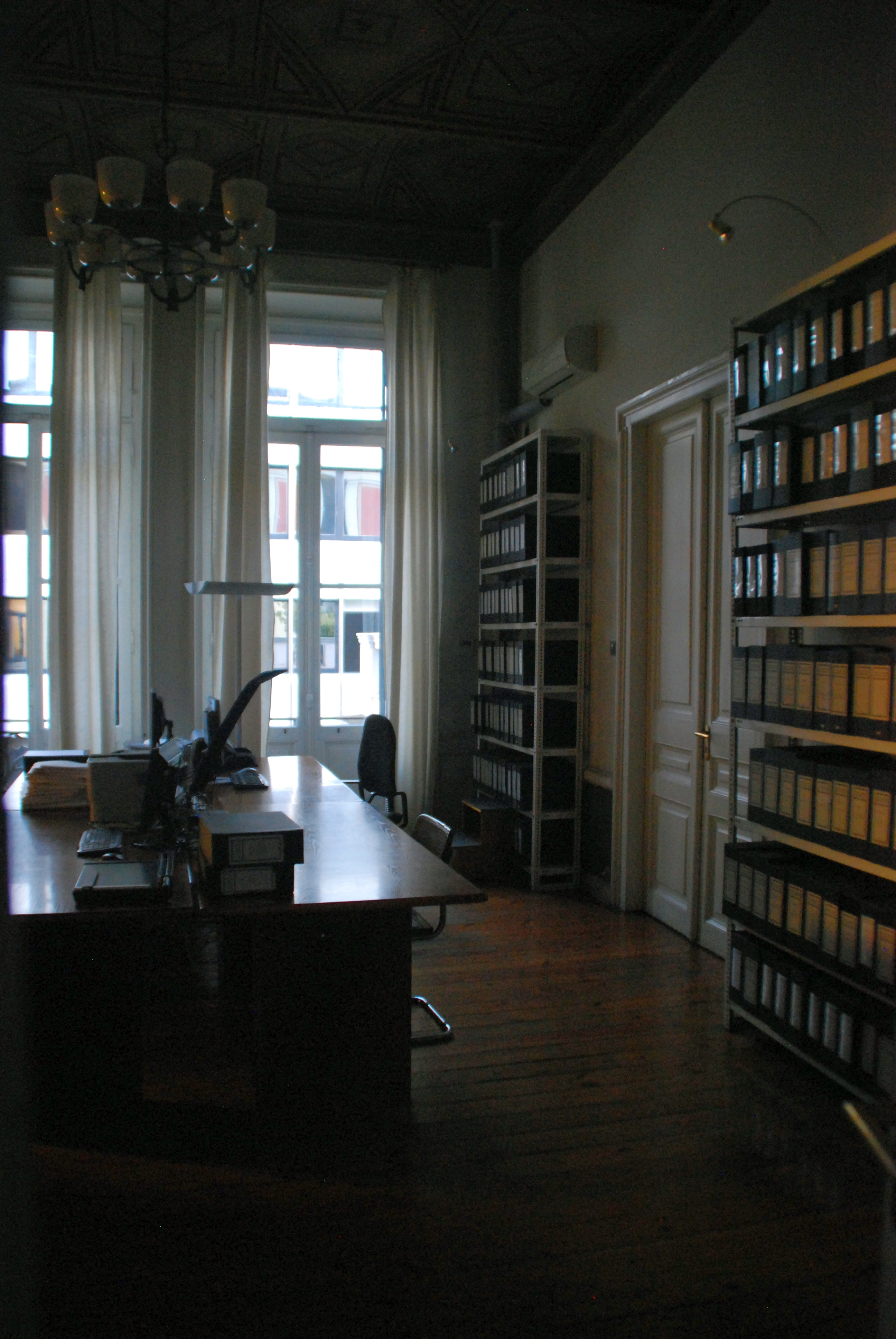
La photothèque

Le département d'Athènes possède l'une des plus grandes bibliothèques archéologiques de Grèce avec environ 70 000 volumes dont l'atout principal concerne la période allant de l'âge du bronze à la fin de l'Antiquité. L'inventaire en est pratiquement entièrement disponible par le catalogue en ligne ZENON (de).
La collection de photos systématiquement élargie, qui a été créée peu de temps après la fondation de l'institut au XIXe siècle, comprend 140 000 négatifs, dont environ 60 000 anciens négatifs en verre. En outre, la collection compte aussi 50 000 enregistrements sans négatifs.
Le département conserve des archives générales de son histoire, dont de nombreuses correspondances d'archéologues et des archives des fouilles effectuées par ses membres.
Depuis 1876, le département publie chaque année les Mitteilungen des Deutschen Archäologischen Instituts, Athenische Abteilung.

## Directeurs
- Otto Lüders : 1872–1874
- Ulrich Köhler (de) : 1875–1886
- Eugen Petersen : 1886–1887
- Wilhelm Dörpfeld : 1887–1912
- Georg Karo : 1912–1919 et 1930–1936
- Ernst Buschor : 1921–1929
- Walter Wrede : 1937–1944
- Emil Kunze : 1951–1966
- Ulf Jantzen : 1967–1974
- Helmut Kyrieleis : 1975–1988
- Klaus Fittschen : 1989–2001
- Wolf-Dietrich Niemeier : 2001–2013
- Katja Sporn depuis 2014
  - adjoint Reinhard Senff